# Nickelodeon Movies

Logotipo usado em 20 de novembro de 1998.

Logotipo usado desde 11 de fevereiro de 2000 até 15 de dezembro de 2006.

Logotipo usado desde 2 de julho de 2010 até 15 de março de 2019.

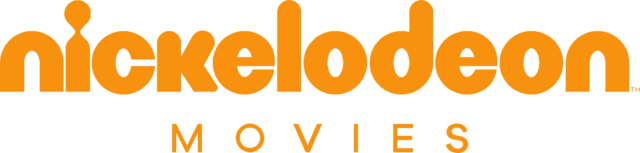
Logotipo usado desde 9 de agosto de 2019 até 8 de novembro de 2019.

Nickelodeon Movies é uma produtora de filmes subsidiária da Nickelodeon, originalmente fundada em 25 de fevereiro de 1995. Seu primeiro filme foi Harriet the Spy. Seus filmes são baseados em programas da Nickelodeon, bem como outras adaptações e projetos originais, a maioria de seus filmes são classificados G PG, com uma classificação PG-13 da Motion Picture Association of America e são liberados em divisão com seu companheiro Paramount Pictures.
Em 21 de agosto de 2006, Nickelodeon Movies e MTV Films tornaram-se parte da Paramount Pictures Corporation. Desde 14 de agosto de 2020, Bob Esponja Calça Quadrada, personagem do Nicktoon de mesmo nome, é o mascote do estúdio, o mesmo para a própria Nickelodeon e sua divisão de animação.
O estúdio ganhou inúmeros prêmios, incluindo quatro Nickelodeon Kids' Choice Awards, dois Oscars e um Globo de Ouro. Ele também recebeu 13 indicações ao Saturn Awards, mas nenhum dos filmes ganhou em nenhum ano.

## História

### Acordo da Nickelodeon com a 20th Century Fox (1993-1995)
Em 1993, a Nickelodeon assinou um contrato de dois anos com a 20th Century Fox para produzir longas-metragens. A joint venture produziria principalmente material novo, embora um executivo da Nickelodeon não descartou a possibilidade de fazer filmes baseados em The Ren & Stimpy Show, Rugrats e Doug. Nenhum dos filmes foi produzido devido à aquisição da Paramount Pictures em 1994 pela empresa-mãe da Nickelodeon, a Viacom, e eles distribuíram os filmes. Com as diferenças criativas com John Kricfalusi, o criador de Ren & Stimpy, e a incapacidade de comercializar a franquia de maneira familiar, em vez de um "humor cínico e grosseiro" afundou o filme. No entanto, a Paramount e a Viacom seguiriam em frente e iniciariam o desenvolvimento de The Rugrats Movie um ano após a aquisição.
A versão Nickelodeon do filme de Doug não foi feita devido à aquisição do estúdio de produção do programa, Jumbo Pictures, pela The Walt Disney Company em 1996. Com isso, o programa mudou para a rede ABC da Disney e novas temporadas foram ao ar como parte de sua bloco de programação Disney's One Saturday Morning como Disney's Doug. Em 1999, a Walt Disney Pictures lançou um filme final para a série, Doug's 1st Movie.

### Nickelodeon Movies (1995–98)
A Nickelodeon Movies foi então fundada em 25 de fevereiro de 1995. Em 10 de julho de 1996, o estúdio lançou seu primeiro filme, Harriet the Spy, um filme de comédia de espionagem baseado no romance de 1964 com o mesmo nome.
Em 25 de julho de 1997, o estúdio então lançou outro filme, Good Burger, um filme de comédia, estrelado por Kenan Thompson, Kel Mitchell, Abe Vigoda, Dan Schneider, Linda Cardellini e Sinbad. Foi baseado na esquete de Good Burger da popular série de comédia da Nickelodeon, All That.
Em 20 de novembro de 1998, o estúdio lançou The Rugrats Movie, o primeiro filme de animação da Nickelodeon Movies e o primeiro Nicktoon a ir para os cinemas. Ele recebeu recepção crítica mista, mas, apesar disso, o filme se tornou um sucesso de bilheteria, ganhando US$ 100.494.675 nas bilheterias domésticas e US$ 140.894.675 em todo o mundo. Também se tornou o primeiro filme de animação não-Disney a arrecadar mais de US$ 100 milhões no mercado interno. O sucesso do filme levou a duas sequências.

### Década de 2000
Em 11 de fevereiro de 2000, o estúdio lançou Snow Day, um filme de comédia estrelado por Chevy Chase, Chris Elliott, Zena Grey, Josh Peck, Mark Webber e Emmanuelle Chriqui. Este filme recebeu críticas negativas, mas arrecadou US$ 62.464.731 em todo o mundo.
Nove meses depois, o estúdio lançou Rugrats in Paris: The Movie em 17 de novembro de 2000. É a primeira sequência de The Rugrats Movie e arrecadou US$ 76.507.756 nas bilheterias domésticas e US$ 103.291.131 em todo o mundo. O filme recebeu críticas favoráveis, tornando-se o filme de Rugrats mais aclamado pela crítica até hoje.
Em 21 de dezembro de 2001, o estúdio lançou seu primeiro filme de animação digital, Jimmy Neutron: Boy Genius. É baseado em uma série de curtas que foi ao ar na Nickelodeon em 1998. Tornou-se um sucesso de crítica e bilheteria, ganhando US$ 80.936.232 nos Estados Unidos e US$ 102.992.536 em todo o mundo. É estrelado pelos dubladores Rob Paulsen e Carolyn Lawrence, e coestrelado por Martin Short e Patrick Stewart. Em 24 de março de 2002, este filme foi indicado ao primeiro Oscar de Melhor Filme de Animação, mas perdeu para Shrek. Foi o primeiro filme da Nickelodeon a ser indicado ao Oscar. O sucesso do filme gerou uma série de televisão, The Adventures of Jimmy Neutron: Boy Genius, que foi ao ar na Nickelodeon de 2002 a 2006.
Em 29 de março de 2002, o estúdio lançou Clockstoppers, um filme de ação de ficção científica, estrelado por Jesse Bradford, Paula Garcés e French Stewart. Este filme recebeu críticas negativas e foi uma decepção de bilheteria, ganhando apenas US$ 36.989.956 nos Estados Unidos e US$ 38.793.283 em todo o mundo.
Em 28 de junho de 2002, a Nickelodeon Movies lançou Hey Arnold!: The Movie, estrelado por membros do elenco original da série e com Paul Sorvino como Scheck, o CEO de uma empresa imobiliária chamada Future Tech Industries (FTI). O filme recebeu críticas negativas e arrecadou US$ 15,2 milhões. Originalmente seria um filme de TV intitulado Arnold Saves the Neighborhood, mas os executivos da Paramount Pictures decidiram lançar este filme nos cinemas.
Em 2002 e 2003, o estúdio, juntamente com Klasky Csupo, lançou dois filmes baseados em programas de TV populares, The Wild Thornberrys Movie e Rugrats Go Wild, respectivamente. The Wild Thornberrys Movie foi lançado em 20 de dezembro de 2002, estrelando os membros do elenco original do programa, como Lacey Chabert, Tim Curry, Danielle Harris e Michael "Flea" Balzary. Este filme recebeu críticas positivas e foi um sucesso de bilheteria. Ele arrecadou US$ 40,1 milhões no mercado interno e US$ 60,7 milhões em todo o mundo. Em 23 de março de 2003, este filme foi indicado ao Oscar de Melhor Canção Original.
Rugrats Go Wild foi lançado mais tarde em 13 de junho de 2003. Este filme teve uma recepção crítica mista e foi um sucesso de bilheteria menor, ao contrário dos filmes anteriores de Rugrats, ganhando apenas US$ 39,4 milhões nos Estados Unidos e US$ 55,4 milhões em todo o mundo.
Em 19 de novembro de 2004, a Nickelodeon lançou The SpongeBob SquarePants Movie, baseado na popular série de televisão da Nickelodeon, SpongeBob SquarePants. Este filme recebeu críticas positivas e arrecadou US$ 85,4 milhões nos Estados Unidos e US$ 140,2 milhões em todo o mundo. O sucesso deste filme levou a uma sequência, e foi adaptado para várias mídias, incluindo seu próprio videogame, trilha sonora, livros e linha de brinquedos.
O estúdio comprou os direitos cinematográficos da série de livros A Series of Unfortunate Events em maio de 2000. A Paramount Pictures, proprietária da Nickelodeon Movies, concordou em cofinanciar, junto com Scott Rudin. Vários diretores, incluindo Terry Gilliam e Roman Polanski, estavam interessados em fazer o filme. Um dos candidatos favoritos do autor Daniel Handler, nome verdadeiro de Lemony Snicket, era Guy Maddin. Em junho de 2002, Barry Sonnenfeld foi contratado para dirigir. Ele foi escolhido porque já havia colaborado com Rudin e por causa de seu estilo de direção de comédia negra, como visto em seus filmes A Família Addams, A Família Addams 2 e Get Shorty. Sonnenfeld se referiu aos livros Unfortunate Events como suas histórias infantis favoritas. O diretor contratou Handler para escrever o roteiro com a intenção de fazer de Lemony Snicket um musical, e escalou Jim Carrey como Conde Olaf em setembro de 2002. Sonnenfeld acabou deixando o filme devido preocupações orçamentárias em janeiro de 2003 e o diretor Brad Silberling assumiu. Este filme foi lançado em 17 de dezembro de 2004, um mês após o lançamento de The SpongeBob SquarePants Movie. Ele recebeu críticas positivas e se tornou um enorme sucesso de bilheteria, arrecadando US$ 118.634.549 nas bilheterias dos Estados Unidos e US$ 209.073.645 em todo o mundo. Este filme ganhou um Oscar de Melhor Maquiagem em 2005.
Em 2005, o estúdio e a Paramount Classics compraram um documentário, Mad Hot Ballroom, no Slamdance Film Festival de 2005 em Park City, Utah. Tornou-se o primeiro (e, até agora, único) documentário dos estúdios e seu único filme a ter um lançamento limitado nos cinemas. Ele arrecadou US$ 8.117.961 nos Estados Unidos e US$ 9.079.042 em todo o mundo. Também foi um enorme sucesso de crítica.
Vários meses depois, o estúdio e a Paramount Pictures lançaram sua primeira coprodução com a Columbia Pictures e a Metro-Goldwyn-Mayer com o filme de comédia familiar, Yours, Mine and Ours, um remake do filme de 1968 com o mesmo nome. Este filme é estrelado por Dennis Quaid e Rene Russo. Este filme foi criticado pela crítica, mas foi um sucesso de bilheteria modesto, ganhando US$ 53.412.862 nos Estados Unidos e US$ 72.028.752 em todo o mundo.
Em 16 de junho de 2006, a Nickelodeon lançou o filme de comédia de luta livre, Nacho Libre. É vagamente baseado na história de Fray Tormenta. Este filme é estrelado por Jack Black e Ana de la Reguera. Este filme teve uma recepção crítica mista, mas foi um sucesso de bilheteria, ganhando US$ 80.197.993 nas bilheterias domésticas e arrecadou US$ 99.255.460 em todo o mundo. Uma sequência deste filme está sendo considerada.
Dois meses depois, o estúdio lançou outro filme de animação digital, Barnyard, estrelado pelas vozes de Kevin James, Courteney Cox, David Koechner, Sam Elliott, Danny Glover, Cam Clarke, S. Scott Bullock, Tino Insana, Maurice LaMarche, John DiMaggio, Fred Tatasciore, e Rob Paulsen. Este filme teve uma recepção crítica negativa, mas foi um sucesso de bilheteria, ganhando US$ 72.637.803 nas bilheterias dos Estados Unidos e arrecadou US$ 116.476.887 em todo o mundo. Como Jimmy Neutron: Boy Genius, o sucesso do filme gerou um programa de TV, Back at the Barnyard, que foi exibido de 2007 a 2011 na Nickelodeon, mais do que The Adventures of Jimmy Neutron: Boy Genius. Chris Hardwick substituiu Kevin James como o papel de Otis.
Em 15 de dezembro de 2006, o estúdio lançou Charlotte's Web, um filme de drama familiar baseado no livro de mesmo nome de E. B. White. Estrelado por Dakota Fanning, Kevin Anderson, Beau Bridges, Thomas Haden Church, Cedric the Entertainer e as vozes de Julia Roberts, Steve Buscemi, John Cleese, Oprah Winfrey, Robert Redford, Reba McEntire e Kathy Bates. Este filme se tornou um sucesso de crítica e bilheteria, ganhando US$ 82.985.708 nos Estados Unidos e US$ 144.877.632 em todo o mundo. Dakota Fanning ganhou um prêmio Blimp de Atriz de Filme Favorita no Kids' Choice Awards de 2007.
2 anos depois, em 14 de fevereiro de 2008, o estúdio lançou The Spiderwick Chronicles, um drama de fantasia baseado no livro best-seller de mesmo nome. Estrelado por Freddie Highmore, Sarah Bolger, Mary-Louise Parker, Martin Short, Nick Nolte e Seth Rogen. Este filme foi lançado nos cinemas no formato original e em IMAX, e recebeu críticas favoráveis e foi um sucesso de bilheteria, ganhando US$ 71.195.053 nos Estados Unidos e US$ 162.839.667 fora dos Estados Unidos.
Em 28 de julho de 2008, a Paramount Pictures e a Nickelodeon Movies lançaram um filme de comédia, Angus, Thongs and Perfect Snogging, baseado em dois romances britânicos best-sellers de Louise Rennison, Angus, Thongs and Full-Frontal Snogging e It's OK, I'm Wearing Really Big Knickers. O filme recebeu críticas positivas e foi um sucesso de bilheteria. Foi lançado nos cinemas no Reino Unido, ganhando £8.647.770 e arrecadou £13.835.569 em todo o mundo. Até o momento, tem um lançamento direto em DVD nos Estados Unidos e fez sua estréia nos EUA no Nick at Nite em 12 de março de 2009.
Em 16 de janeiro de 2009, Hotel for Dogs foi lançado, estrelado por Emma Roberts, Jake T. Austin, Johnny Simmons, Kyla Pratt, Troy Gentile, Lisa Kudrow, Kevin Dillon e Don Cheadle. É baseado no romance homônimo de Lois Duncan, de 1971. Este filme recebeu críticas mistas dos críticos de cinema, mas foi um sucesso de bilheteria, ganhando US$ 73.034.460 nas bilheterias dos Estados Unidos e arrecadou US$ 117.000.198 em todo o mundo. Foi distribuído pela DreamWorks. Este foi primeiro filme da Nickelodeon a não ser pela Paramount Pictures.
Cinco meses depois, em 12 de junho de 2009, a Paramount Pictures lançou Imagine That, um filme de comédia dramática estrelado por Eddie Murphy, Thomas Haden Church, Nicole Ari Parker, Martin Sheen, Marin Hinkle e Yara Shahidi. O filme recebeu críticas negativas, principalmente criticando a atuação de Murphy. Também foi um fracasso de bilheteria, ganhando apenas US$ 16.123.323 nas bilheterias domésticas e 22.985.194 em todo o mundo.

### Década de 2010
Em 8 de janeiro de 2007, a Paramount Pictures e a Nickelodeon Movies anunciaram que haviam assinado com M. Night Shyamalan para escrever, dirigir e produzir uma trilogia de filmes em live-action baseados na série Avatar: The Last Airbender, o primeiro dos quais abrangeria as aventuras dos personagens principais no Livro Um. Mais tarde, o filme foi lançado nos cinemas em 3D em 1º de julho de 2010, e foi criticado pela maioria dos críticos, fãs e até mesmo por um público que não conhecia a série de TV e hoje em dia é considerado um dos piores filmes já feitos. Um ano depois, ganhou cinco Framboesas de Ouro, incluindo Pior Roteiro, Pior Diretor e Pior Filme. Este foi o primeiro longa-metragem do estúdio lançado em 3D. Em seu dia de estreia nos Estados Unidos, The Last Airbender faturou US$ 16 milhões, ocupando o quinto lugar geral nas aberturas de quinta-feira. Apesar da recepção crítica negativa, o filme foi um sucesso de bilheteria e arrecadou US$ 131.601.062 nas bilheterias dos Estados Unidos, também arrecadou US$ 187.340.196 em outros países, com um total de US$ 318.941.258 em todo o mundo. Essa trilogia planejada foi finalmente descartada em 2018, para dar lugar a uma nova série em live-action, não-relacionada, produzida pela Netflix.
Em 4 de março de 2011, a Nickelodeon Movies lançou Rango, um filme de comédia de velho oeste em animação digital, dirigido por Gore Verbinski e estrelado por Johnny Depp, Isla Fisher, Bill Nighy, Abigail Breslin, Alfred Molina, Harry Dean Stanton, Ray Winstone, Timothy Olyphant e Ned Beatty. O filme foi produzido pela produtora de Gore Verbinski, Blind Wink, e a GK Films, de Graham King. O sucesso de Rango levou a Paramount a criar seu próprio estúdio de animação, a Paramount Animation.
Nove meses depois, a Paramount Pictures e a Nickelodeon Movies fizeram uma parceria com a Columbia Pictures mais uma vez e lançaram The Adventures of Tintin, um filme de animação em 3D com captura de movimento, dirigido por Steven Spielberg e produzido por Peter Jackson, com as vozes de Jamie Bell, Andy Serkis, Daniel Craig, Simon Pegg e Nick Frost, e baseado em três edições da série de quadrinhos de mesmo nome de Hergé, The Crab with the Golden Claws (1941), The Secret of the Unicorn (1943), e Red Rackham's Treasure (1944). Este filme foi lançado em cinemas 3D e IMAX 3D, bem como em cinemas 2D normais, e arrecadou US$ 77.591.831 na América do Norte e US$ 296.402.120 em outros territórios, para um total mundial de US$ 373.993.951. Também foi o primeiro filme de animação do estúdio a ser exibido em 3D. John Williams, o compositor do filme, foi indicado ao Oscar de Melhor Trilha Sonora Original. Este filme se tornou o primeiro filme não-Pixar a ganhar um Globo de Ouro de Melhor Longa-Metragem de Animação, e foi o primeiro filme da Nickelodeon a consegui-lo.
Em 28 de fevereiro de 2012, uma sequência de The SpongeBob SquarePants Movie intitulada The SpongeBob Movie: Sponge Out of Water foi anunciada, e estava programada para ser lançada em 2014. Philippe Dauman, então presidente e CEO da Viacom, disse que as produções de animação da Paramount seriam uma nova oportunidade para sua empresa, pois cada uma custaria menos de US$ 100 milhões, e a divisão teria 30 a 40 funcionários, permitindo bons retornos financeiros e lucros. Graças à tecnologia moderna, os filmes ainda parecem "ótimos", apesar do custo mais baixo, disse ele. Ele também elogiou sua equipe do estúdio por ganhar um Oscar por Rango. "Estamos muito orgulhosos disso", disse ele.  
A sequência foi dirigida por Paul Tibbitt, escrita por Jonathan Aibel e Glenn Berger, produzida por Mary Parent e com produção executiva do criador da série, Stephen Hillenburg. Os membros do elenco da série reprisaram seus papéis do primeiro filme. A sequência foi animada usando o mesmo estilo de animação (animação tradicional) do programa de TV.
Em 2011, após a notícia da compra da franquia Teenage Mutant Ninja Turtles pela Viacom, foi anunciado que a Nickelodeon produziria um novo filme através da Paramount Pictures com uma data de lançamento prevista para 2012. No final de maio de 2011, foi anunciou que a Paramount e a Nickelodeon trouxeram Michael Bay e seus parceiros da Platinum Dunes, Brad Fuller e Andrew Form, para produzir o próximo filme que reiniciaria a série de filmes. Bay, Fuller e Form produziriam ao lado de Walker e Mednick. Para o roteiro, o estúdio originalmente contratou Art Marcum e Matt Holloway para escrever o filme por quase um milhão de dólares. Um ano depois, o estúdio recorreu aos escritores Josh Appelbaum e André Nemec para reescrever o roteiro. Em fevereiro de 2012, Jonathan Liebesman entrou em negociações para dirigir o filme.
O estúdio lançou um filme de comédia de Halloween, Fun Size, que estreou em 26 de outubro de 2012, estrelado por Victoria Justice, Johnny Knoxville e Thomas Mann. Este filme recebeu críticas negativas e foi um fracasso de bilheteria. Ele arrecadou US$ 11,4 milhões e é o filme de menor bilheteria já produzido pela Nickelodeon Movies.
Um reboot de Teenage Mutant Ninja Turtles estreou em 8 de agosto de 2014. Foi o maior fim de semana de estreia de qualquer filme produzido pela Nickelodeon Movies, arrecadando mais de US$ 65 milhões em seus três primeiros dias de lançamento nos Estados Unidos. Desde então, tornou-se o filme de maior bilheteria da Nickelodeon Movies no mercado interno e em todo o mundo, com mais de US$ 191 milhões no mercado interno e um total de US$ 493,3 milhões em todo o mundo.
Em 6 de fevereiro de 2015, The SpongeBob Movie: Sponge Out of Water, o segundo filme baseado em SpongeBob SquarePants, foi lançado. O filme arrecadou quase US$ 163 milhões nos Estados Unidos e US$ 323,4 milhões em todo o mundo, tornando-se o terceiro filme de maior sucesso produzido pelo estúdio.
Em 3 de junho de 2016, o estúdio lançou Teenage Mutant Ninja Turtles: Out of the Shadows. O filme foi recebido com críticas mistas e arrecadou US$ 240,6 milhões em todo o mundo.
A Nickelodeon Movies também esteve envolvida no filme Monster Trucks, embora apenas como uma marca de estúdio, pois a Paramount esqueceu várias vezes em incluir o nome da Nickelodeon Movies no filme. Foi lançado em 13 de janeiro de 2017, como um fracasso de crítica e bilheteria.
Um filme de animação original produzido pela Paramount Animation e a Nickelodeon Movies em associação com a Ilion Animation Studios, intitulado Wonder Park, foi lançado em 15 de março de 2019, com críticas sendo mistas, elogiando a animação e a dublagem enquanto criticava a história e o tom, e teve um desempenho ruim nas bilheterias, arrecadando US$ 119 milhões contra um orçamento de US$ 80-100 milhões. Uma série de televisão baseada nele, intitulada Adventures in Wonder Park, está programada para ir ao ar na Nickelodeon em um futuro próximo, tornando-se o terceiro filme de animação da Nickelodeon Movies, depois de Jimmy Neutron: Boy Genius e Barnyard, a servir de base para uma série animada na rede.
Em 9 de agosto de 2019, o estúdio lançou o primeiro filme baseado em uma série animada da Nick Jr., Dora the Explorer, intitulado Dora and the Lost City of Gold. Produzido pela Paramount Players, foi dirigido por James Bobin. Ele recebeu críticas positivas e foi um sucesso de bilheteria.
A Nickelodeon Movies produziu um filme original chamado Playing with Fire, estrelado por John Cena e dirigido por Andy Fickman. O filme foi lançado em 8 de novembro de 2019. Recebeu críticas negativas, mas foi um sucesso de bilheteria modesto.

### 2020-presente
Um terceiro filme de Bob Esponja, Sponge on the Run, foi lançado nos cinemas canadenses em 14 de agosto de 2020 e digitalmente na Netflix em outros territórios em 5 de novembro de 2020, seguido por um lançamento via VOD e no Paramount+ nos Estados Unidos em 4 de março de 2021, devido a pandemia de COVID-19. O filme foi dirigido e coescrito pelo ex-escritor da série Tim Hill. É o último filme de Bob Esponja a envolver o criador da série Stephen Hillenburg, que morreu em 26 de novembro de 2018, de ELA.
Em 19 de maio de 2019, foi anunciado um filme baseado em Patrulha Canina, uma série canadense exibida pelo Nick Jr. nos Estados Unidos. O filme foi produzido no Canadá pela Spin Master Entertainment, com a Nickelodeon Movies assinando contrato para apresentar o filme internacionalmente. Ao contrário dos filmes anteriores da Nickelodeon Movies, os direitos autorais de PAW Patrol: The Movie não são de propriedade da Paramount, com a Spin Master possuindo os direitos autorais e a Paramount/Nickelodeon servindo apenas como distribuidores. O filme foi dirigido e coescrito por Cal Brunker e foi lançado no Canadá e nos Estados Unidos em 20 de agosto de 2021 e transmitido simultaneamente no Paramount+. O filme recebeu críticas positivas e foi um sucesso de bilheteria.
Além disso, o estúdio também lançou dois filmes diretos para streaming: The Loud House Movie, uma adaptação cinematográfica baseada no popular Nicktoon da Nickelodeon de mesmo nome para Netflix, lançado em 20 de agosto de 2021, o mesmo dia que o filme da Patrulha Canina. O filme recebeu elogios pela animação, atuação e músicas, embora alguns criticassem o enredo. O outro filme, The J Team, uma comédia musical estrelada por JoJo Siwa, foi lançado no Paramount+ em 3 de setembro de 2021, como um filme original.
Paws of Fury: The Legend of Hank está agendado para ser lançado nos cinemas em 15 de julho de 2022. Produzido pela Align, GFM Animation, Flying Tigers Entertainment, Aniventure, Brooksfilms, Cinesite, Huayi Brothers, HB Wink Animation, Huayi Tencent Entertainment e Mass Animation, é dirigido por Rob Minkoff e Mark Koetsier com co-direção de Chris Bailey e estrelado por Michael Cera, Ricky Gervais, George Takei, Gabriel Iglesias, Michelle Yeoh e Samuel L. Jackson.
Rise of the Teenage Mutant Ninja Turtles: The Movie está atualmente em pós-produção e será lançado pela Netflix em algum momento de 2022.

### Próximos projetos
A Nickelodeon Movies está se unindo à Point Gray Pictures para produzir reboot em animação digital de Teenage Mutant Ninja Turtles, intitulado Teenage Mutant Ninja Turtles: Mutant Mayhem, que está atualmente em desenvolvimento com direção de Jeff Rowe. O filme está programado para ser lançado em 4 de agosto de 2023 nos Estados Unidos.
A sequência de PAW Patrol: The Movie, intitulada PAW Patrol: The Mighty Movie, está atualmente em produção com Cal Brunker retornando como diretor e Jennifer Dodge, Laura Clunie e Toni Stevens como produtores. O filme está programado para ser lançado em 13 de outubro de 2023.
A Nickelodeon Movies está trabalhando com a Avatar Studios para produzir um filme em animação digital para cinemas que será lançado pela Paramount Pictures. Servirá como o primeiro projeto da Avatar Studios.
Em 2 de março de 2021, Yokai Samba, um filme anteriormente em desenvolvimento na DreamWorks Animation, foi adquirido pelo estúdio.
Em 2 de agosto de 2021, a Paramount Pictures anunciou que um novo filme em live-action de Teenage Mutant Ninja Turtles estava em desenvolvimento com Colin Jost e Casey Jost escrevendo o roteiro e Michael Bay, Andrew Form, Brad Fuller, Scott Mednick e Galen Walker como produtores.
Um filme de animação musical dos Smurfs foi anunciado em fevereiro de 2022 e está programado para ser lançado em 20 de dezembro de 2024.
Um quarto filme de Bob Esponja Calça Quadrada e três filmes spin-offs foram anunciados em fevereiro de 2022, com o primeiro dos spin-offs sendo lançado em 2023 no Paramount+.

## Produções

### Filmes lançados
| #              | Título Original                                     | Título no Brasil                       | Data de lançamento      |                |                |                |                |
| Década de 1990 | Década de 1990                                      | Década de 1990                         | Década de 1990          | Década de 1990 | Década de 1990 | Década de 1990 | Década de 1990 |
| -------------- | --------------------------------------------------- | -------------------------------------- | ----------------------- | -------------- | -------------- | -------------- | -------------- |
| 1              | Harriet the Spy                                     | A Pequena Espiã                        | 1996                    |                |                |                |                |
| 2              | Good Burger                                         | A Guerra do Hambúrguer                 | 5 de setembro de 1997   |                |                |                |                |
| 3              | The Rugrats Movie                                   | Rugrats: o filme                       | 9 de Julho de 1999      |                |                |                |                |
| Década de 2000 |                                                     |                                        |                         |                |                |                |                |
| 4              | Snow Day                                            | Um Dia de Neve                         | 7 de Julho de 2000      |                |                |                |                |
| 5              | Rugrats in Paris: The Movie                         | Rugrats: Os Anjinhos em Paris          | 13 de Julho de 2001     |                |                |                |                |
| 6              | Jimmy Neutron, Boy Genius                           | Jimmy Neutron: O Menino Gênio          | 22 de Março de 2002     |                |                |                |                |
| 7              | Clockstoppers                                       | Clockstoppers - O Filme                | 2002                    |                |                |                |                |
| 8              | Hey Arnold!: The Movie                              | Ei Arnold!: O Filme                    | 26 de julho de 2002     |                |                |                |                |
| 9              | The Wild Thornberrys Movie                          | Os Thornberrys - O Filme               | 17 de janeiro de 2003   |                |                |                |                |
| 10             | Rugrats Go Wild                                     | Os Rugrats os Thornberrys Vão Aprontar | 23 de Janeiro de 2004   |                |                |                |                |
| 11             | The SpongeBob SquarePants Movie                     | Bob Esponja: O Filme                   | 24 de dezembro de 2004  |                |                |                |                |
| 12             | Lemony Snicket's A Series of Unfortunate Events     | Desventuras em Série                   | 21 de Janeiro de 2005   |                |                |                |                |
| 13             | Yours, Mine & Ours                                  | Os Seus, Os Meus e os Nossos           | 10 de março de 2006     |                |                |                |                |
| 14             | Mad Hot Ballroom                                    | Vamos Todos Dançar                     | 26 de maio de 2006      |                |                |                |                |
| 15             | Nacho Libre                                         | Nacho Libre: Tudo pelas crianças       | 2006                    |                |                |                |                |
| 16             | Barnyard                                            | O Segredo dos Animais                  | 27 de outubro de 2006   |                |                |                |                |
| 17             | Charlotte's Web                                     | A Menina e o Porquinho                 | 2007                    |                |                |                |                |
| 18             | The Spiderwick Chronicles                           | As Crônicas de Spiderwick              | 2008                    |                |                |                |                |
| 19             | Angus, Thongs and Perfect Snogging                  | Gatos, Fios Dentais e Amassos          | 2009                    |                |                |                |                |
| 20             | Hotel for Dogs                                      | Um Hotel Bom pra Cachorro              | 2009                    |                |                |                |                |
| 21             | Imagine That                                        | Imagine Só                             | 11 de setembro de 2009  |                |                |                |                |
| Década de 2010 |                                                     |                                        |                         |                |                |                |                |
| 22             | The Last Airbender                                  | O Último Mestre do Ar                  | 20 de agosto de 2010    |                |                |                |                |
| 23             | Rango                                               | Rango                                  | 9 de Março de 2011      |                |                |                |                |
| 24             | The Adventures of Tintin                            | As Aventuras de Tintin                 | 20 de janeiro de 2012   |                |                |                |                |
| 25             | Fun Size                                            | Pequeno Problema, Mega Confusão        | 2013                    |                |                |                |                |
| 26             | Teenage Mutant Ninja Turtles                        | As Tartarugas Ninja                    | 7 de agosto de 2014     |                |                |                |                |
| 27             | The SpongeBob Movie: Sponge Out of Water            | Bob Esponja: Um Herói Fora D'Água      | 5 de fevereiro de 2015  |                |                |                |                |
| 28             | Teenage Mutant Ninja Turtles: Out of the Shadows    | As Tartarugas Ninja - Fora das Sombras | 9 de junho de 2016      |                |                |                |                |
| 29             | Monster Trucks                                      | Monster Trucks                         | 23 de fevereiro de 2017 |                |                |                |                |
| 30             | Wonder Park                                         | O Parque dos Sonhos                    | 14 de março de 2019     |                |                |                |                |
| 31             | Dora and the Lost City of Gold                      | Dora e a Cidade Perdida                | 14 de novembro de 2019  |                |                |                |                |
| 32             | Playing with Fire                                   | Brincando com Fogo                     | 12 de dezembro de 2019  |                |                |                |                |
| Década de 2020 |                                                     |                                        |                         |                |                |                |                |
| 33             | The SpongeBob Movie: Sponge on the Run              | Bob Esponja: O Incrível Resgate        | 5 de novembro de 2020   |                |                |                |                |
| 34             | PAW Patrol: The Movie                               | Patrulha Canina: O Filme               | 9 de setembro de 2021   |                |                |                |                |
| 35             | The Loud House Movie                                |                                        | 20 de agosto de 2021    |                |                |                |                |
| 36             | The J Team                                          |                                        | 3 de setembro de 2021   |                |                |                |                |
| 37             | Paws of Fury: The Legend of Hank                    |                                        | 25 de agosto de 2022    |                |                |                |                |
| 38             | Rise of the Teenage Mutant Ninja Turtles: The Movie |                                        | 5 de agosto de 2022     |                |                |                |                |
| 39             | Teenage Mutant Ninja Turtles: Mutant Mayhem         |                                        | 7 de Setembro de 2023   |                |                |                |                |
| 40             | PAW Patrol: The Mighty Movie                        |                                        | 12 de outubro de 2023   |                |                |                |                |
| 41             | Filme spin-off de Bob Esponja Calça Quadrada        |                                        | 2023                    |                |                |                |                |
| 42             | Filme musical de Os Smurfs                          |                                        | 14 de fevereiro de 2025 |                |                |                |                |

## Projetos cancelados
| Título                                               | Status                            | Descrição |
| ---------------------------------------------------- | --------------------------------- | --- |
| Bone                                                 | Cancelado                         | No final da década de 1990, foi feita uma tentativa através da Nickelodeon Movies de produzir um filme baseado nos quadrinhos Bone. Jeff Smith, autor dos quadrinhos, afirmou em uma entrevista de 2003 que a Nickelodeon insistiu que os primos Bone fossem dublados por atores mirins e queria que a trilha sonora do filme incluísse músicas pop de artistas como N'Sync. A resposta de Smith foi que ninguém iria inserir músicas pop no meio de O Senhor dos Anéis ou O Império Contra-Ataca e, portanto, músicas pop também não deveriam ser colocadas em Bone. O filme foi então movido para o Warner Animation Group em vez disso. No entanto, em 2019, a Netflix comprou os direitos de transformar Bone em uma série animada. Embora tenha sido cancelado em abril de 2022. |
| Prometheus and Bob                                   | Cancelado                         | Um filme em live-action de Prometheus and Bob foi anunciado em 1998 como uma adaptação da série KaBlam!. O filme seria produzido por Amy Heckerling e dirigido por Harald Zwart, mas o filme mais tarde foi cancelado devido à falta de interesse. |
| Sector 7                                             | Inferno do desenvolvimento        | Em maio de 2000, a Nickelodeon venceu uma guerra de lances contra a Pixar ao adquirir os direitos do romance Sector 7 com Darren Aronofsky como diretor e Good Machine como co-produtora. |
| Ectokid                                              | Desconhecido                      | Após o cancelamento de Razorline, Clive Barker vendeu os direitos de televisão e cinema da série Ectokid para a Nickelodeon Movies e Paramount Pictures em 2001. O filme foi definido para ter Barker, Don Murphy e Albie Hecht e Julia Pistor como produtores, Falando ao Daily Variety, Barker explicou que seu objetivo era criar "um mundo franqueável" para o estúdio, "de grande beleza transcendente; um que reconfigure as expectativas das pessoas sobre o que são os fantasmas, o que vem após a morte". |
| Jimmy Neutron 2: The Search for Carl                 | Cancelado                         | Em fevereiro de 2002, uma sequência de Jimmy Neutron: Boy Genius foi relatada em desenvolvimento para um lançamento no verão de 2004. O produtor Albie Hecht relatou ao The Los Angeles Times que a sequência "seria feita com o mesmo orçamento que o primeiro, mas com um novo lote de invenções e aventuras na cidade de Retroville de Jimmy". Em 20 de junho de 2002, o The Hollywood Reporter informou que a roteirista Kate Boutilier havia assinado um contrato com a Nickelodeon Movies e a Paramount Pictures para escrever uma sequência de Jimmy Neutron: Boy Genius intitulada Jimmy Neutron 2: The Search for Carl, mas a sequência nunca foi lançada. Em vez disso, o enredo da sequência foi usado como base para a versão de Game Boy Advance do videogame Jimmy Neutron vs. Jimmy Negatron. Outra razão pela qual o filme foi cancelado é porque os roteiristas não conseguiram concordar com uma história e Alcorn mais tarde declarou em uma entrevista que "uma vez que a série de TV saiu, não havia muito incentivo para fazer um filme quando os fãs podiam simplesmente assistir Jimmy Neutron de graça em casa.". |
| Imaginary Friend                                     | Cancelado                         | Em março de 2002, foi anunciado que a Nickelodeon Movies produziria Imaginary Friend, uma mistura de live-action com animação dirigido por Gary Ross sobre um menino e seu amigo imaginário que o leva do mundo real para um mundo de fantasia animado. Escrito por Anne Spielberg , o filme reuniria Ross e Spielberg depois de Big. Teria sido produzido pela Nickelodeon e a Larger Than Life. |
| Sequências de Desventuras em Série de Lemony Snicket | Cancelado                         | A Paramount Pictures, DreamWorks Pictures e Nickelodeon Movies esperavam que A Series of Unfortunate Events de Lemony Snicket se tornasse uma série de filmes como Harry Potter. Jim Carrey achou que seu personagem seria bom como base para uma franquia de filmes, pois permitiria que ele mergulhasse em um novo papel. "Eu não tenho um acordo [para uma sequência], mas é um que eu não me importaria de fazer de novo porque há tantos personagens", explicou o ator em dezembro de 2004. "Quero dizer, é tão muito divertido. É muito divertido ser um mau ator interpretando um personagem...". Em maio de 2005, a produtora Laurie MacDonald disse "Lemony Snicket ainda é algo que a Paramount está interessada em continuar e vamos conversar mais com eles.". Em junho de 2009, Brad Silberling confirmou que ainda falava sobre o projeto com Daniel Handler, e sugeriu que a sequência fosse um filme em stop motion, com cada filme sendo em um novo meio, devido aos jovens atores principais terem crescido demais para continuar seus papéis. "De uma forma estranha, a melhor coisa que você poderia fazer é realmente fazer com que Lemony Snicket diga ao público: 'Ok, nós penhoramos o primeiro filme como uma mera dramatização com atores. para mostrar a você a coisa real.'". A franquia teve uma série em live-action por 3 temporadas na Netflix. |
| The Anybodys                                         | Desconhecido                      | Em dezembro de 2004, a Paramount Pictures e a Nickelodeon adquiriram os direitos da série de livros The Anybodies. Ele foi originalmente programado para ser lançado em algum momento de 2006, mas não foi lançado desde então. |
| Filme de animação sem título The Fairly OddParents   | Cancelado                         | Em 2005 ou 2006, Butch Hartman considerou fazer uma adaptação cinematográfica de sua série de televisão animada The Fairly OddParents após o cancelamento inicial do programa em 2006, a ser produzido pela Nickelodeon Movies e Paramount Pictures. O filme deveria ser animado muito parecido com a série, bem como os filmes anteriores da Nickelodeon, como a trilogia Rugrats e The SpongeBob SquarePants Movie, mas foi descartado devido a uma mudança de gerenciamento na Paramount, embora o roteiro já estivesse escrito. Apesar disso, Hartman manifestou interesse em lançar o filme para DVD algum dia, e afirmou que o roteiro poderia servir para outro filme de TV do programa. A série terminou em 26 de julho de 2017, e Butch Hartman deixou a Nickelodeon no início de 2018 antes de se mudar para a Sony Pictures Animation para planejar qualquer sequência direta em vídeo para o filme original , aparentemente encerrando qualquer chance do filme acontecer. Apesar de vários filmes de TV, The Fairly OddParents é a série animada mais longa na rede a não receber um lançamento de filme nos cinemas. |
| Sequências de The Last Airbender                     | Cancelado                         | The Last Airbender, lançado em 2010, foi originalmente destinado a ser o primeiro filme de uma trilogia de filmes em live-action de Avatar: The Last Airbender, cada um baseado nas três temporadas da série. Devido à má recepção do filme, a Nickelodeon e a Paramount decidiram adiar planos para as sequências. Em setembro de 2018, um novo remake em live-action não relacionado do Avatar: The Last Airbender original para a Netflix foi anunciado, efetivamente cancelando quaisquer chances remanescentes de possíveis sequências do filme. |
| Mighty Mouse                                         | Movido para a Paramount Animation | Em 2004, a Omation Animation Studios e a Nickelodeon anunciaram sua intenção de trazer Mighty Mouse (uma propriedade da CBS Corporation) de volta à tela grande com um filme em animação digital que estava programado para ser lançado em algum momento de 2013. Este filme nunca se materializou e o destino do projeto era desconhecido até 2019, quando foi confirmado que o projeto seria revivido pela Paramount Animation, e que Jon e Erich Hoeber seriam os roteiristas do filme. |
| The Adventures of Tintin: Prisoners of the Sun       | Inferno do desenvolvimento        | Em novembro de 2011, Steven Spielberg anunciou uma sequência do filme As Aventuras de Tintim e foi planejado para ser lançado em algum momento no futuro. Até 2022, houve pouca ou nenhuma informação sobre o filme, mas Peter Jackson ainda está envolvido com o projeto. |
| Filme sem título de Henry Danger                     | Cancelado                         | Em 5 de maio de 2017, a ex-presidente do grupo Nickelodeon da Viacom, Cyma Zargham, anunciou que um filme baseado na série live-action de Henry Danger estava em desenvolvimento, mas nenhuma informação adicional sobre o filme foi anunciada. A série terminou em 21 de março de 2020, e Dan Schneider e Cyma Zarghami deixaram a Nickelodeon em 2018, cancelando quaisquer chances remanescentes do filme acontecer. |
| Filme sem título de Are You Afraid of the Dark?      | Cancelado                         | Em 13 de novembro de 2017, foi anunciado que uma adaptação cinematográfica e um reboot de Are You Afraid of the Dark? estava em andamento na Paramount Players, com data de lançamento marcada para 11 de outubro de 2019. Gary Dauberman escreveria o roteiro, Matt Kaplan produziria e D. J. Caruso dirigiria o filme. O filme foi removido do cronograma de lançamentos da Paramount em 27 de fevereiro de 2019, um reviival da série estreou em 11 de outubro de 2019. |
| Filme sem título de Rugrats                          | Cancelado                         | Em 16 de julho de 2018, a Variety informou que um novo filme de Rugrats estava em produção juntamente com um revival da série com data de lançamento originalmente marcada para 13 de novembro de 2020. O filme teria sido uma mistura de live-action com animação digital, a ser escrito por David Goodman e seria produzido pela Paramount Players. Em 27 de fevereiro de 2019, foi anunciado que o filme seria adiado para 29 de janeiro de 2021. Em 26 de abril de 2019, foi anunciado que David Bowers seria o diretor, junto com Karen Rosenfelt como produtora. No entanto, em 12 de novembro de 2019, o filme foi retirado do cronograma de lançamentos da Paramount. |